# Iso Rahalampi
Iso Rahalampi är en sjö i kommunen Joensuu i landskapet Norra Karelen i Finland. Den är 1,2 meter djup. Arean är 39 hektar och strandlinjen är 2,72 kilometer lång. Sjön  ingår i Jänisjokis huvudavrinningsområde.   Den ligger omkring 34 kilometer öster om Joensuu och omkring 390 kilometer nordöst om Helsingfors. 